# Ulak Lebar (Ulu Ogan)
Ulak Lebar is een bestuurslaag in het regentschap Ogan Komering Ulu van de provincie Zuid-Sumatra, Indonesië. Ulak Lebar telt 1647 inwoners (volkstelling 2010).